# Acanthogyrus giuris
Espèce
Synonymes
- Acanthosentis giuris Soota & Sen, 1956

Acanthogyrus giuris est une espèce d'acanthocéphales de la famille des Quadrigyridae.

## Distribution
C'est un parasite digestif du gobie Glossogobius giuris en Inde.

## Systématique et taxinomie
Cette espèce a été décrite sous le protonyme Acanthosentis giuris par Soota et Sen en 1956. Elle est placée dans le genre Acanthogyrus par Amin en 1985.

## Étymologie
Son nom spécifique, giuris, lui a été donné en référence à son hôte, Glossogobius giuris.

## Publication originale
- Soota & Sen, 1956 : On a new species of Acantkosentis Verma and Datta from Glossogobius giuris (Hamilton). Records of the Indian Museum, vol. 52, p. 363-365 (texte intégral).